# Truncatellina
Truncatellina is een geslacht van weekdieren uit de klasse van de Gastropoda (slakken).

## Soort
- Truncatellina cylindrica (Férussac, 1807)